# Havok (cómic)
Havok —en España también conocido como Kaos— (Alexander "Alex" Summers), es un superhéroe ficticio que aparece en los cómics estadounidenses publicados por Marvel Comics, comúnmente en asociación con los X-Men. Apareció por primera vez en Uncanny X-Men No. 54 (marzo de 1969), y fue creado por el escritor Arnold Drake y el dibujante Don Heck. Havok genera potentes "explosiones de plasma", una habilidad que ha tenido dificultades para controlar. Uno de los hijos de Corsario, es el hermano menor del X-Men, Ciclope, y el hermano mayor de Vulcan. A menudo se resiente de la actitud autoritaria y la reputación de Ciclope como miembro modelo de los X-Men.
Por el contrario, Havok y su antiguo interés amoroso, Polaris, han tenido una relación de amor y odio con el equipo, a menudo se encuentran atrapados en él. Ambos también eran miembros del equipo mutante Factor-X auspiciado por el Pentágono de la década de los 90. Después de que el Factor-X se disolvió, Havok protagonizó Mutant X, una serie en la que exploró una extraña realidad alternativa. Desde entonces ha regresado a los X-Men, más tarde asumió el papel de su padre como líder de los Starjammers para llevar el reinado de Vulcan sobre los Shi'Ar a su fin.
En 2013, ComicsAlliance clasificó a Havok como # 44 en su lista de los "50 personajes masculinos más sexys en los cómics". Lucas Till interpretó a Havok en las películas X-Men: primera generación (2011), X-Men: días del futuro pasado (2014) y X-Men: Apocalipsis (2016).

## Biografía ficticia

### Primeros años
Alexander Summers nació en Honolulu, Hawái. Es el segundo de los tres hijos conocidos de Christopher Summers, un piloto mayor de la Fuerza Aérea de los Estados Unidos y de su esposa Katherine Anne. Cuando Alex era un niño, vivió en Anchorage, Alaska. Su padre llevó a la familia para dar un paseo en su avioneta particular. Pero la avioneta fue atacado por una nave Shi'Ar. El avión se incendió y Christopher sujetó a sus hijos, Alex y Scott en un paracaídas y los empujó fuera del avión con la esperanza de que sobrevivieran. Acto seguido, Christopher y sus esposa fueron abducidos por los Shi'Ar. Katherine Anne estaba embarazada en el momento de la abducción.
Los hermanos Summers se recuperaron de sus heridas en un hospital y luego enviados a un orfanato. Alex fue adoptado rápidamente por el matrimonio Blanding, cuyo hijo Todd, había muerto en un accidente de coche. Ellos trataron de hacer que Alex encajara en la imagen de su hijo, y él trató de hacer lo mejor que pudo. Cuando el niño responsable de la muerte de Todd secuestró Alex y su hermana adoptiva, Haley, Alex manifestó sus poderes por primera vez, incinerando al joven. Mr. Siniestro, el malvado genetista y supervillano, que estaba obsesionado con la línea de sangre Summers, parecía ansioso y sorprendido de que Alex superara a Scott en potencial. Siniestro colocó bloqueos psíquicos en Alex y Haley, haciéndoles olvidar lo que había sucedido esa noche.
Años después, Alex partió a la universidad para estudiar Geofísica. Allí conoció a los X-Men y descubrió que Cíclope era su hermano Scott. Sus poderes mutantes se hicieron evidentes cuando fue secuestrado por el Faraón Viviente, quien declaró que Alex es el único ser capaz de rivalizar con su poder. Los dos comparten las mismas capacidades de absorción de energía cósmica, en proporción inversa a la otra. Mediante el bloqueo de Alex en una celda blindada, el Faraón fue capaz de absorber suficiente energía cósmica para convertirse en el Monolito Viviente. Los X-Men se enfrentaron en una batalla contra un Monolito virtualmente imparable, hasta que Alex logró liberarse, y el Monolito recuperó su forma original del Faraón Viviente. El poder mutante de Alex, en un primer momento, parecía manifestarse sólo cuando estaba a punto de morir. Él era incapaz de controlarlo, y temía su inmenso poder.
Alex fue capturado más tarde por Larry Trask y sus centinelas, que estaban empeñados en controlar o erradicar a todos los mutantes de la Tierra. Trask diseñó un traje para Alex que le ayudaría a controlar sus poderes y le dio el nombre código de Havok. Trask y los Centinelas fueron derrotados por los X-Men. Sin embargo, Havok perdió el control de sus poderes y su exceso de energía fue absorbida por la malvada criatura conocida como Sauron. Con la derrota de Sauron, Havok finalmente ganó el control de sus poderes.

### X-Men
Havok se unió a los X-Men. En el equipo conoció a Lorna Dane, alias Polaris, con quién inició una relación amorosa. Mientras que los X-Men estaban en la Tierra Salvaje, Havok y Polaris fueron conovocados por el Profesor X para ayudarle en la inminente invasión a la Tierra de los alienígenas Z'Nox. Havok y Polaris decidieron ocupar el rol de X-Men reservistas y abandonaron la Mansión-X para continuar con sus estudios.
Tiempo después, Havok y Polaris, junto con el resto de los X-Men, fueron capturados por Krakoa la isla viviente, pero fueron rescatados por una nueva generación de X-Men. Havok y Polaris mantuvieron su estatus de reservistas una vez que la mayoría de los X-Men originales abandonaron el equipo para cederle su lugar a la nueva generación.
Tiempo después, Havok fue capturado de nuevo por el Faraón Viviente, pero fue rescatado por Spider-Man y Thor.
Tras graduarse de la escuela, Havok y Polaris comenzaron a colaborar con la Dra. Moira MacTaggert en su centro para la investigación genética en la Isla Muir. Fue durante su estancia en la Isla Muir, que Havok ayudó a los X-Men en su batalla contra Proteus.
Finalmente, Havok se enteró de que Corsario, el líder de los Starjammers, era realmente su padre.
Tiempo después, Polaris fue poseída por la mutante Malice, integrante de los Merodeadores, un grupo de villanos al servicio de Mr. Siniestro. Polaris abandonó a Havok para reunirse con los Merodeadores. y entonces Havok se reunió con los X-Men.
Durante su estancia con los X-Men como miembro de tiempo completo, Havok fue seducido por su cuñada, Madelyne Pryor, quién se encontraba con los X-Men tras haber sido abandonada por Cíclope. Madelyne hizo un pacto con el demonio N'astirh y se convirtió en la Reina Duende. Ella manipuló a Havok para ayudarle a dominar el mundo y transformarlo en un reino demoníaco. Durante este periodo, Havok fue llamado el Rey Duende. Madelyne fue combatida por los X-Men y X-Factor y finalmente terminó suicidándose. Al morir Madelyne, Havo recuperó el control de su mente.
Havok trabó amistad con Wolverine y compartieron algunas aventuras. Mientras ellos estaban de vacaciones en México, fueron atacados por un grupo terrorista. Ellos los vencieron, pero fueron engañados por una damisela en apuros que en realidad era un miembro del grupo terrorista. Havok se despertó en un hospital, al cuidado de la enfermera Scarlett McKenzie, una asesina disfrazada. Ella manipuló a Havok y lo sedujo. Scarlett estaba trabajando para los terroristas rusos, el Dr. Neutron y Meltdown. Después de haber fracasado previamente para cargar su poder con la energía liberada por el desastre nuclear de Chernobyl, Meltdown quería utilizar a Havok como un conducto para canalizar la energía de un reactor atómico en crisis. Havok se aventuró en el corazón del reactor justo cuando este llegó a un límite crítico. Según el plan, Havok trató de absorber la radiación peligrosa, sin embargo, cuando fue testigo del asesinato de Scarlett a manos de Meltdown, perdió el control. Wolverine llegó y evitó un desastre total al detener el combate entre Havok y Meltdown. Wolverine finalmente destruyó a Meltdown, y Havok redirigió la radiación nuclear al espacio.
Havok y otros X-Men deciden cruzar el portal místico Siege Perilous, en Australia, en busca de nuevas vidas. Tras cruzar el portal, Havok se encontró amnésico en Genosha, un país donde los mutantes eran esclavizados. Havok se convirtió en un juez de alto rango en el ejército Genoshano. Sus compañeros X-Men no tenían idea de lo qué había pasado con él hasta que, durante la llamada Agenda de X-Tinción, el gobierno Genoshano secuestro a los X-Men, X-Factor y los Nuevos Mutantes. Durante una batalla campal con Cíclope, Havok recuperó la memoria, pero lo mantuvo en secreto con la esperanza de alcanzar al líder Genoshano, Cameron Hodge, con la guardia baja. Él tuvo éxito y asestó el golpe mortal a Hodge. Concluida la batalla, Havok decidió quedarse en Genosha para ayudar en la reconstrucción de la nación.

### X-Factor
Havok fue invitado por la Dra. Valerie Cooper para que se convirtiera en el líder de la nueva encarnación del equipo patrocinado por el gobierno, X-Factor. Allí se reencontró con Polaris y ambos retomaron su relación.
Más tarde, el Hombre Múltiple, compañero de equipo de Havok, contrajo el llamado Virus Legacy y falleció. Este fue un golpe muy duro para Havok, ya que se sentía responsable de su muerte al tenerlo bajo su mando. El y Polaris dejaron al grupo temporalmente y partieron a Hawái, solo para ser atacados por Mr. Siniestro y Malice.
Tiempo después, Havok destruyó accidentalmente una presa y se vio obligado de nuevo a utilizar su viejo traje de contención al no poder manejar sus poderes. Havok fue capturada por la Bestia Oscura y lobotomizado para servir a Onslaught. Él se liberó del lavado de cerebro, pero aprovechó la oportunidad para infiltrarse en el bando enemigo. Él tuvo éxito en derrotar a la Bestia Oscura y tiempo después se reintegró a X-Factor.
Más tarde, Greystone, uno de los nuevos reclutas de X-Factor, creó un dispositivo de viajes del tiempo experimental para él volver al futuro. El artefacto explotó accidentalmente en el aire y aparentemente mató a Havok y Greystone en el acto.

### Mutante X
En realidad Havok no murió, sino que fue lanzado a un mundo paralelo, donde terminó liderando a una drásticamente alterada versión de los X-Men, conocido como Los Seis. En este mundo, su hermano Cíclope fue secuestrado por los Shi'Ar junto con sus padres. Havok estaba casado con Madelyne Pryor, con quien tuvo un hijo llamado Scotty, y todos sus amigos eran torcidas versiones de las que él conocía. A pesar de no estar familiarizado en este campo, Havok voluntariamente asumió el papel de padre de Scotty. Havok dirigió a Los Seis y sus aventuras en esta realidad hasta que finalmente pudo escapar a través de un agujero negro.

### Regreso con los X-Men
Havok se encontró de nuevo en su realidad original, pero en estado de coma. Fue llevado a un hospital de beneficencia, donde fue cuidado por una enfermera llamada Annie Ghazikhanian. Cíclope encontró a Havok y lo llevó a la Mansión-X junto con Annie y su hijo Carter. Los X-Men fueron capaces de restaurar su mente con la ayuda de Carter. Al despertar del coma, Havok se reencontró con Polaris y ella lo comprometió a casarse con ella. Desconocido para Havok, Polaris, y Annie, Carter estaba utilizado su telepatía para vincular a Annie y Havok, mientras que él estaba en coma. En sus sueños Havok y Annie se enamoraron. Una noche antes de su boda con Polaris, Havok tuvo un sueño que lo convenció de que él ahora quería a Annie. En pleno altar, Havok detuvo el proceso y pidió suspender la boda. Polaris enloqueció y trató de matar a Annie y Carter, sólo para ser detenida por Juggernaut y el propio Havok.
Havok descubrió que Carter fue quién lo vinculó a Annie por sus poderes debido a su soledad. La relación de Havok y Annie continuó hasta un ataque inminente en la Mansión X a manos de una nueva Hermandad de mutantes. Esto hizo que Annie dejara a Havok y se llevara a su hijo lejos de los X-Men, sintiendo que ya no era seguro para los dos. Ella quería que Havok fuera con ellos, pero su deber era con su equipo, por lo que madre e hijo se fueron a un lugar hasta ahora desconocido.
Con Annie y Carter lejos, la mente de Havok se reparó y expresó el deseo de reanudar su relación con Polaris. Polaris aparentemente perdió sus poderes cuando la Bruja Escarlata despojó deliberadamente a millones de mutantes de sus habilidades. Polaris dejó a los X-Men y Havok decidió irse con ella. Sin embargo, Polaris fue secuestrada y Havok regresó a la Mansión X por ayuda.
Havok encontró a la mansión bajo un ataque de Apocalipsis. Durante la batalla, el Hombre de Hielo derrotó a la Peste, uno de los Jinetes de Apocalipsis, descubriendo que se trataba de Polaris. Finalmente Polaris fue rescatada del control de Apocalipsis.

### Starjammers
Havok fue reclutado por el Profesor X, junto con Rachel Summers, Nightcrawler, Warpath, Darwin y Polaris, para participar en una misión espacial para detener al hermano menor de Havok, Vulcan, quién amenazó con conquistar el Imperio Shi'Ar. Havok se reunió con Corsario, su padre. Su relación con Polaris nuevamente comenzó a desarrollarse. Durante la batalla final contra Vulcan, Corsario trata de razonar con su hijo, pero Vulcan mató a su padre. Havok, enfurecido, lanza un ataque a su hermano con intención de matarlo, pero es derrotado fácilmente. Al final, Nightcrawler, Warpath y Hebizbah junto con el lesionado Profesor X y Darwin, logran escapar hacia la Tierra, pero Havok, Polaris y Rachel se quedan varados.
Havok junto a Polaris, Rachel, Korvus, Ch'od y Raza forma un nuevo equipo de Starjammers, dedicado a derrotar a Vulcan y restaurar a la Emperatriz Lilandra en el trono. La guerra civil entre las fuerzas de Vulcan y los leales a Lilandra, estalla. Dirigidas por Havok y los Starjammers, las fuerzas de Lilandra gradualmente son reducidas frente a las fuerzas de Vulcan.
Advertidos por adelantado de una incursión rebelde, Vulcan y su flota emboscan a los Starjammers. Ambos bandos hacen una breve tregua para combatir a los Scy'ar Tal. Tras la derrota de estos, la batalla se reanuda. Los Starjammers, sin embargo, son superados por la Guardia Imperial de Vulcan. Havok y los Starjammers son llevados bajo custodia de Vulcan y son encerrados en una prisión.
Havok finalmente se las arregla para escapar y rescatar a Polaris y el resto de los Starjammers, pero es perseguido personalmente por Vulcan. Vulcan terminara arrojando a los Shi'Ar en un combate con los Inhumanos, en el cual finalmente es derrotado y aprisionado en Attilan, la ciudadela de los Inhumanos. Havok, Polaris, y Rachel finalmente retornan a la Tierra. La x-man Rogue se lanza en una misión de rescate después de que Rachel envía una señal de socorro telepática.

### Uncanny Avengers
Havok participó en la confrontación entre los Vengadores y los X-Men junto a sus compañeros mutantes. Havok y otros X-Men se unieron a los Vengadores para intentar derrotarlos después de que los dos últimos de los Cinco Fénix, Cíclope y Emma Frost, comenzaran a perder el control. Para absorber toda la Fuerza Fénix y convertirse en el Fénix Oscuro, Cíclope después derrotó a Emma y la encarceló.
El Capitán América comprendió que los Avengers habían estado de brazos cruzados y habían permitido que el mundo odiara a los mutantes y que deberían haber hecho más para ayudarlos cuando la guerra había llegado a su fin. Con el propósito de unir a la humanidad y a los mutantes, creó un nuevo grupo de Vengadores. Para ser la nueva cara que representara a los mutantes como el Profesor X y el Cíclope, eligió a Havok como líder de su equipo. 
En una batalla con los Hijos de Apocalipsis, Havok inició una relación romántica con Janet Van Dyne como vengador. Al conseguir los Hijos de Apocalipsis modificar la realidad para conseguir el predominio mutante, Alex y Janet establecieron una relación de años y tuvieron una hija, Katie, que acabó secuestrada por Kang. Alex, al enfrentarse a Kang acabó restaurando la realidad pero con el rostro desfigurado.

### A.X.E
Red Skull regresó y tomó a Havok, Rogue y la Bruja Escarlata como parte de su plan de establecer campos de concentración mutantes en Genosha. Se lograron liberar y rescatar a Magneto, quien fue capturado después de intentar matar a Red Skull. Magneto asesinó brutalmente al villano y a los seguidores de Shmidt en el enfrentamiento con Red Skull y sus S-Men. No obstante, sus acciones desencadenaron Red Onslaught.
Los Vengadores, los equipos de X-Men y los aliados de ambos equipos ayudaron a los tres miembros de la División de Unidad y Magneto a luchar contra Red Onslaught. No obstante, Red Skull estaba listo y desplegó a sus Centinelas Stark. Doctor Doom y la Bruja Escarlata lograron lanzar un hechizo que invirtiera el eje del cerebro de Skull, lo que permitiría que un fragmento de Charles Xavier que aún estaba presente en él tomara el control del cuerpo de Skull y detuvieran Red Onslaught. Red Skull quedó inconsciente y revertido de su forma de Red Onslaught gracias al éxito del hechizo de inversión. Los Vengadores optaron por ser precavidos y llevar a Red Skull como prisionero a la Torre Stark antes de que pudiera despertar para determinar si Charles Xavier tenía el control o no, tal como los X-Men deseaban. Havok abandonó la División de Unidad y se unió a los dos equipos que ahora estaban unidos: X-Men y su hermano, con quien se reconcilió. 
Para eliminar a todos los no mutantes de la Tierra, los X-Men invertidos declararon Manhattan como un territorio para los mutantes. Cuando los X-Men invertidos ingresaron al edificio, Havok logró rescatar a Janet de la Torre de los Vengadores. Alex trató de persuadir a su hermano de que le perdonara la vida a Janet debido a la bomba genética que los X-Men tenían la intención de destruir, la cual habría matado a todas las personas que no fueran mutantes en la Tierra. Havok afirmó haber desactivado la bomba cuando liberó a Janet y trató de huir con ella después de que la detonación no se produjera. Janet se volvió contra él después de darse cuenta de que no había hecho tal cosa y luego se unió al Eje para evitar que Steve Rogers ayudara a Red Skull a reinvertir a los villanos y héroes afectados. Iron Man, quien había creado un escudo para resistir el hechizo por accidente, logró salvar a Havok y, a pesar de ello, continuó siendo malvado. Para escapar de los héroes, Alex utilizó a Wasp como palanca. Después, Cyclops se unió a los X-Men.

### La Revolución Mutante
Cuando se enteró de que su hermano Cyclops planeaba entregarse a las autoridades por la muerte de Xavier, Havok intentó razonar con él. Argumentó que la muerte de Xavier fue un accidente y que Scott no debería atormentarse por ello. La conversación entre los hermanos reveló las tensiones inherentes al conflicto mutante. Scott confesó que su revolución mutante planeada podría ser peligrosa. A pesar de los esfuerzos de los X-Men para proteger a la humanidad, los humanos continuaban matando y oprimiendo a los mutantes. En un giro inesperado, Alex sugirió a Scott continuar con la revolución de una manera diferente.
Juntos, los dos hermanos iniciaron una marcha pacífica en Washington, DC, reuniendo a todos los mutantes del mundo. Cyclops pronunció un discurso apasionado por la paz, mientras el destino de los mutantes y la humanidad pendía en un delicado equilibrio. 
Después de la supuesta muerte de Cyclops a manos del líder de los Inhumanos, Black Bolt, Havok se encontró en una encrucijada. Emma Frost, conocedora de la estrecha relación entre los hermanos, reveló la verdad: el Cíclope que había luchado contra Black Bolt era una ilusión telepática creada por ella. El verdadero Scott había fallecido días antes debido a la intoxicación por Terrigen Mist.
Cuando la atmósfera se llenó de la mortal nube de Terrigen Mist, las diferentes facciones de X-Men y Inhumanos se enfrentaron en una guerra. Havok asumió la responsabilidad de proteger la celda de Black Bolt en el Limbo, tras su captura por parte de Emma Frost y Dazzler. Sin embargo, cuando los verdaderos Inhumanos escaparon de su prisión y localizaron a Black Bolt, Alex inicialmente amenazó con matarlo. Eventualmente, cedió y los dejó ir. La verdad sobre la muerte de Cyclops salió a la luz, y Emma fue revelada como la manipuladora que enfrentó a los X-Men contra los Inhumanos. En un inesperado giro, las dos especies se unieron para luchar contra ella y sus Centinelas cazadores de Inhumanos. Cuando la reina inhumana Medusa tenía a Frost acorralada, Havok intervino para salvarla y teletransportarla. Parece que Alex sentía que le debía algo a Cyclops y tomó una decisión que podría cambiar el curso de la historia.

### Virus Mothervine
Havok continuó trabajando con Emma. Con la genetista Miss Sinister y Bastion, trabajaron juntos para llevar a cabo un plan para transformar a la raza mutante en la especie dominante mediante el virus Mothervine, que es un catalizador para mutaciones artificiales. Havok no dudó en establecer una alianza con ellos, ya que tenía la intención de traicionarlos antes de que pudieran hacer lo mismo, a pesar de los motivos secretos de Sinister y Bastion para ayudar a la raza mutante. Magneto y sus X-Men, un grupo del que Polaris había formado parte, rechazaron su plan. Los X-Men fueron capturados cuando atacaron la base de las mentes maestras detrás de Mothervine. En vano, Polaris trató de apelar al antiguo yo de Havok. 
Emma Frost descubrió que los mutantes afectados por ella podían tener su voluntad subyugada después del lanzamiento mundial de Mothervine, por lo que, cuando tuvo la oportunidad, se volvió contra Miss Sinister y ayudó a los X-Men. Emma utilizó sus habilidades para que Polaris aprovechara la psique de Havok y lo devolviera a su personalidad normal, mientras Magneto contenía y revertía los efectos de Mothervine con la ayuda de Elixir. Havok no podía determinar cuál de las dos personalidades que había experimentado era su verdadero yo, a pesar de recuperar su yo normal y sentir remordimiento por sus acciones. Polaris también hizo que Elixir sanara las cicatrices en el rostro de Havok para que pudiera comenzar de nuevo.

### Krakoa
Después de la aparente muerte de la mayoría de los X-Men, Havok se unió a los últimos sobrevivientes del equipo. Ayudó a contrarrestar amenazas compiladas por su hermano, Cyclops.
Emma Frost borró a todos los mutantes de la mente de las personas, pero esto no afectó a ONE, que recordaba a los mutantes.
En un enfrentamiento con los Sentinels, Havok sacrificó su vida para ganar tiempo para su hermano, lanzando una explosión devastadora.
Después de su muerte, Havok fue resucitado como parte del proceso de resurrección implementado en la nación mutante de Krakoa.
Actualmente, reside en la Casa de Verano en un hábitat krakoano en el Área Azul de la Luna, junto con otros mutantes como Cable, Rachel Summers, Jean Grey y Wolverine.

### Hellions
Alex luchó contra algunos humanos que estaban involucrados en el comercio de armas con el Culto del Fuego Infernal mientras estaba en una misión en San Francisco para la nación de Krakoa con algunos de sus compañeros X-Men. Se desmayó y atacó después de que algunos de ellos lo atacaran. Sus compañeros X-Men lo detuvieron antes de que pudiera terminar con la desmembración y la desfiguración de los criminales. El Consejo Silencioso lo asignó al equipo de Hellions de Mister Sinister, liderado por Psylocke y compuesto por mutantes demasiado problemáticos o violentos debido a su mutación, como resultado de este arrebato.
Alex y los Hellions atacaron una tapadera para su granja de clonación, el Essex State Hotel en Omaha, Nebraska. Lucharon contra los merodeadores de la Reina Duende, quienes los habían estado torturando. La mayoría de los Hellions fueron capturados después de una rápida derrota. Alex, con una actitud diferente a la de antes, fue enviado a los dormitorios Goblin para ser sacrificado a un grupo de demonios. John Greycrow asesinó a Alex al darse cuenta de las fuerzas externas que poseía. Alex destruyó la casa del gobierno y los Hellions escaparon a un lugar seguro.
Para recuperar a Madelyne Pryor después de la misión, pidió a Cyclops que conversara con el Consejo Silencioso. Alex se enfureció porque su solicitud fue rechazada porque era una clon. Le dijo a Emma Frost que quería abandonar el equipo una vez más después de que Alex fuera asesinado en una misión con los Hellions a Arakko y resucitado por Los Cinco. Comenzó a cuestionarse por qué Psylocke era tan leal a Mr. Siniestro, negándose a creer su relato de que todos se habían sacrificado para asegurarse de que llegara a casa sano y salvo. Alex no logró superar el fallecimiento de Madelyne y la negativa del Consejo Silencioso a darle vida. Con visiones de una relación con Madelyne que, en un abrir y cerrar de ojos, pasaba de amorosa a dominante, lo torturó cuando tuvo que enfrentarse a Mastermind como parte de una misión. Pasó toda la noche solicitando más información a los miembros del consejo durante su participación en la Gala del Fuego Infernal. Pronto se dio cuenta del resto del equipo de que estaba haciendo todo lo posible para separarse de ellos.
Al luchar contra Locus Vile, un grupo de mutantes Arakkii que llegaron para recuperar el ADN que un clon de Mr. Sinister les había robado durante su misión en Arakko, finalmente encontró una respuesta a sus preguntas sobre Sinister y Kwannon. El laboratorio de clones de Murderworld, por ejemplo, que Mastermind había utilizado para engañar al equipo para que lo obtuviera para él, fue uno de los muchos secretos que Essex les había estado ocultando. Psylocke les instó a Greycrow y a Alex a no destruir el laboratorio, ya que tenía una copia digital de la mente de su hija fallecida que había estado sosteniendo sobre su cabeza para hacerla subordinada. John y Alex fueron comprensivos; sin embargo, Empath interfirió y hizo que Alex volviera a la locura. Como Emma Frost le había pedido que se asegurara de que Sinister no violara ninguna ley de Krakoan, Alex, enloquecido, destruyó toda la instalación mientras se reía malvadamente. Alex fue a hablar con Emma Frost al día siguiente, horrorizado por lo que había hecho. A pesar de la culpa que sentía, le aseguró que destruir las instalaciones era lo mejor y que, como recompensa, podía abandonar los Hellions sin restricciones. Además, le prometió que conversaría con el consejero sobre la resurrección de Madelyne.
A pesar de las súplicas del equipo, la última misión traumática con los Hellions fue voluntaria por parte del equipo: ayudar a Orphan-Maker a salvar al bebé de IA de Nanny de la Derecha. Sin embargo, Orphan-Maker perdió el control y asesinó a dos guardabosques. Finalmente, él y Nanny fueron puestos en el Pozo del Exilio. Alex se separó amistosamente de sus compañeros de equipo anteriores, pero todavía estaba conmocionado por todo lo que había vivido. Scott le informó que el consejo finalmente lo consideró y lo llevó a Madelyne con su antiguo uniforme de piloto para que se sintiera mejor. Ella le dijo que, a pesar de que estaba encantado de verla con vida de nuevo, su relación no podía continuar porque necesitaba tiempo lejos de la familia Summers.

### Fall of X/Dark X-Men
Havok eventualmente reanudaría su relación con Madelyne y se mudaría a su embajada en el Limbo en Nueva York. Después de que un brutal ataque de la organización terrorista Orchis dejara a los mutantes más destacados muertos, capturados o desterrados, Alex junto a Archangel, Gambit, Maggott y Zero para ayudar a rescatar mutantes en todo el mundo. En una de estas misiones, Havok fue apuñalado en la garganta por el duplicado robótico de Wolverine, Albert, matándolo; Apesar de eso, Madelyne, su amantr logró devolverle la vida a Alex como un zombi.
Con la intención de sanar, viajó al Limbo con el demonio K'yrb después de un período de tiempo en esta situación. Se encontraron con N'astirh, quien se comprometió a curar a Alex a cambio de su libertad. Sin embargo, después de terminar su parte del trato, Alex se sorprendió al enterarse de que N'astirh no podía curarlo, ya que Madelyne lo mantenía de esta manera intencionalmente. Alex la confrontó y le dijo que estaba haciendo esto para mantenerlo a salvo cuando Madelyne descendió al Limbo para enfrentarse con N'astirh. Alex aprovechó sus últimos alientos para proteger a Madelyne cuando N'astirh la atacó. El decidió irse después de que ella finalmente aceptara volver a la vida real.

## Poderes
Alex es un mutante nivel Alpha con diversas habilidades como:
Conversión de energía Ecológica: Havok, absorbe constantemente la energía cósmica de su cuerpo y la procesa en plasma, resultando en el control sobre una fuerza destructiva. Sin embargo, él no puede controlar completamente esta habilidad, haciendo que sea un peligro para los que le rodean. El cuerpo de Havok está constantemente en el proceso de absorber la radiación cósmica, y cuando cada enclave de células de almacenamiento de energía alcanza su capacidad, el exceso de energía se absorbe y se reemiten cantidades insignificantes. Esta concentración de energía en cualquier cosa distinta a la onda omnidireccional es físicamente agotadora para Havok. Puede absorber la energía cósmica de su entorno, como la luz estelar, rayos X y radiación gamma, y almacenarla dentro de su cuerpo. Esta habilidad le permite superar estar rodeado por una gran estrella y usarlo para aumentar su poder, derrotando finalmente a su poderoso enemigo, Vulcano. Sauron admite que es potencialmente más poderoso que su hermano Cíclope.
Absorber Energia: Havok ha demostrado que, con la fuerza de voluntad consciente, puede absorber, almacenar y reprocesar varias energías de otras fuentes, además de absorber pasivamente la energía cósmica de su entorno. Cuando fue arrojado a una estrella, mostró este aspecto: usó sus energías para empoderarse con el objetivo de vencer a Vulcan; y una vez más, cuando lo habían despojado de cualquier fuente de energía durante su tiempo como prisionero en Z'nox. Cada vez que se abría la escotilla de comida, absorbía trazas de energía de la luz escasa que tenía. Después, la lanzó sobre la Guardia Imperial de Vulcan.
Autosuficiencia energética: Havok ha logrado respirar en el espacio al utilizar la energía absorbida por una estrella como barrera entre él y el vacío que lo rodea en al menos una ocasión. Este poder parece funcionar solo en circunstancias extremas y requiere niveles de energía muy superiores a los que normalmente puede obtener.
Inmunidad al calor: Havok está casi completamente protegido de los efectos de la mayoría de las formas de calor.
Inmunidad a la radiación: Havok es casi completamente inmune a las consecuencias de la mayoría de las formas de radiación.
Generar Plasma: Con un patrón de círculos concéntricos delatores, tiene la capacidad de disparar o emanar plasma como descarga o explosión. A menos que intente canalizarlas en una sola dirección, normalmente a lo largo de sus brazos, estas ondas emanarán de su cuerpo en todas direcciones. El control sobre una fuerza destructiva muy poderosa es el resultado de esto. Con frecuencia, cuando Havok golpea un objeto con las ondas de plasma caliente intensas, el salto de temperatura repentino y enorme provoca que los objetos se desintegren, exploten o se rompan. Puede proyectar su energía hacia alguien si Havok la dirige al nivel más bajo; su objetivo sufrirá un fuerte dolor de cabeza, pero no se quemará. Durante un largo período de tiempo, logró mantener los efectos del pequeño agujero negro en la cabeza de Xorn mediante su energía basada en plasma. Incluso Kallark ha sido herido por sus explosiones de plasma que lo han derribado.

## Otras Versiones

### Era de Apocalipsis
Havok es un villano cruel que forma parte de Factor-X y trabaja para Apocalipsis en esta realidad alterna. El tiene celos y envidia profundas hacia su hermano, Cíclope. En el capítulo final, Havok mata a Jean Grey y Cíclope antes de ser asesinado por Wolverine.

## En otros medios

### Televisión
- Havok fue un personaje estelar invitado en la serie animada de 1992 X-Men, apareció en el episodio "Cold Comfort", pero su actor de voz no fue acreditado. Él aparece como un miembro de X-Factor y se revela que está involucrado románticamente con la exnovia de Iceman, Lorna Dane (ahora llamada Polaris), hija de Magneto. En el episodio, X-Factor lucha contra los X-Men por una "escaramuza amistosa", como dice Forge. Cuando se enfrentan cara a cara, Cíclope y Havok no se reconocen entre sí y expresan una auténtica sorpresa cuando no pueden afectarse entre ellos con sus poderes. Sin embargo, forman una rivalidad rápida. En el episodio "Orphan's End", una escena del pasado muestra a un joven Alex con su hermano y sus padres. En el episodio "Days of Future Past" Pt 2 durante un montaje del futuro de Bishop, Havok es visto brevemente luchando contra los Centinelas junto a su hermano Cíclope.

- Havok apareció en la serie animada del 2000 X-Men: Evolution, con la voz de Matt Hill. En la serie, fue adoptado por la familia Masters en lugar de la familia Blanding como en los cómics y fue retratado como un surfista estereotipado de pelo largo, incluso con un estereotípico acento surfista. Al igual que en los cómics, fue separado de su hermano después de sobrevivir a la caída del avión en el que viajaban. Sin embargo, a diferencia de otras series animadas de X-Men, en X-Men: Evolution, Scott y Alex desarrollan un vínculo, aunque Alex rechazó ser miembro de tiempo completo en los X-Men para perseguir una carrera como surfista profesional. Alex manifiesta sus poderes disparando rayos de energía de un color rojizo similar a los rayos ópticos de su hermano en lugar de disparar las poderosas ondas de energía en forma de anillos como en los cómics. Su primera aparición fue en las dos partes del final de la primera temporada The Cauldron (episodios 12 y 13), y al igual que su hermano y otros mutantes, sus poderes fueron completamente evolucionados por la Gema de Cyttorak, como lo dijo Magneto. Como resultado, él y su hermano mayor se transformaron en versiones adultas con el pelo blanco y dominaban completamente sus poderes, Alex fue sanado del dolor que sentía en las manos por causa de sus propios poderes, y su hermano era capaz de abrir los ojos sin la necesidad de usar gafas que retengan sus rayos ópticos. Fue en este mismo episodio que Magneto le dio el nombre en clave Havok y lo consideró como uno de sus miembros de La Hermandad, aunque se trataba de una posición breve hasta que se dio cuenta, al igual que su hermano, de que Magneto los estaba utilizando para lograr sus objetivos. Como resultado, ambos ayudaron a los X-Men a destruir completamente el Asteroide M. Después, como muchos mutantes afectados por la Gema de Cyttorak, los efectos se desvanecieron, haciendo que Alex y su hermano vuelvan a la normalidad, regresando nuevamente a padecer de las dificultades que les causan sus poderes. Más allá de su primera aparición en la serie, Havok aparece por unos momentos en el primer episodio de la segunda temporada hablando por medio de una videollamada, luego apareció significativamente en unos pocos episodios más. Su última aparición fue en el final de la serie de dos partes donde ayudó en la derrota de Apocalipsis y sus Jinetes.

- Havok es mencionado en el episodio "Breakdown" de Wolverine and the X-Men. Los padres de Alex y Scott se perdieron en un accidente de avión, en el que los hermanos fueron los supervivientes. Scott entró en estado de coma durante dos años, mientras que Alex fue adoptado. El personaje iba a ser agregado a la serie, pero la serie fue cancelada antes de su aparición propuesta para la segunda temporada.

### Cine
- En X-Men: primera generación (interpretado por Lucas Till). Havok no fue retratado como el hermano de Cíclope en la película, pero "de alguna manera estaba relacionado con él de una manera que funciona para la película". Cuando se introdujo por primera vez, Alex se demuestra que es en régimen de aislamiento en una prisión de gobierno, prefiriendo que debido a la naturaleza de sus poderes. Cuando Sebastian Shaw invadió su base, Darwin y Alex intentaron defender a los otros. Shaw absorbió la energía, que Alex le disparó y luego la colocó en el cuerpo de Darwin. Debido al hecho de que Darwin no podía adaptarse a esa energía cruda, explotó en su última instancia. Su culpabilidad por la causa indirecta de la muerte de Darwin es lo que le lleva a convertirse en un X-Men. Inicialmente tiene problemas para controlar las explosiones de energía que libera como parte de sus poderes, Alex eventualmente logra concentrar sus habilidades gracias al equipo desarrollado por el Profesor X y Hank McCoy.
- En X-Men: días del futuro pasado, Alex fue reclutado por el Ejército de Estados Unidos y obligado a abandonar a los X-Men para ser desplegados en la guerra de Vietnam. Se coloca en una división especial junto a los mutantes Sapo e Ink. Después de la guerra, el mayor William Stryker intenta recuperarlos para los experimentos de Bolivar Trask. Stryker y sus hombres están incapacitados por Mystique con la ayuda de los otros mutantes. Alex le pregunta a Mystique sobre el paradero de Magneto, a lo que ella responde que ella está sola. Mystique logra enviar a Alex, Sapo, Ink y Daniels fuera de Vietnam a través de un avión, en esta parte se muestra que ahora Alex ya tiene mejor control de sus poderes.
- En X-Men: Apocalipsis, Alex acompaña a su hermano Scott a la Mansión X después de que sus poderes se manifiesten y luego acompaña a Xavier mientras investiga un temblor repentino causado por el despertar del antiguo mutante Apocalipsis. Cuando Apocalipsis ataca la mente de Xavier, Alex destruye a Cerebro para detener a Apocalipsis y luego intenta atacar a Apocalipsis directamente cuando el poderoso mutante se teletransporta para capturar a Xavier, pero accidentalmente daña el motor del Jet X después de que Apocalipsis y sus jinetes se teletransporten, causando una explosión que destruye la mansión y muere en el acto.

### Videojuegos
- Havok aparece en X-Men: Mutant Academy II.
- Havok aparece como un personaje jugable en X-Men II: The Fall of the Mutants para PC.
- Havok fue un personaje jugable en X-Men: Mojo World para la Sega Game Gear y Sega Master System.
- Havok apareció como un personaje jugable en X-Men: Next Dimension, con la voz de Wally Wingert, para las consolas PlayStation 2, Nintendo GameCube y Xbox.
- Havok apareció como un personaje de apoyo temporalmente jugable (mediante el uso de un power-up) en el videojuego de Wolverine de 1991 para NES.
- Havok aparece como un NPC en X-Men Legends, con la voz de Matt Nolan. Él ha unido fuerzas con La Hermandad, para disgusto de Cíclope.
- Havok aparece como un cameoX-Men Legends II.
- Havok aparece como un jefe  en el juego Marvel: Ultimate Alliance 2,[25] con la voz de Jason Zumwalt. Tras el incidente en la Prisión 42, Havok aparece en una escena funeraria como uno de los desaparecidos y presuntos héroes fallecidos.
- Havok es un personaje jugable en Marvel Super Hero Squad Online.
- Havok aparece como un personaje desbloqueable en Marvel: Avengers Alliance.
- Unos clones basados en Havok aparecen en el juego Deadpool. Los clones de Havok disparan bolas de energía amarilla en lugar de azul.
- Havok aparece en Marvel Heroes, con la voz de Liam O'Brien.
- Havok aparece en Lego Marvel Super Heroes, con la voz de Greg Cipes.
- Havok aparece en Marvel Batalla De SuperHeroes, Como personaje jugable